# Atagün Yalçınkaya
Atagün Yalçınkaya (* 14. Dezember 1986 in Altındağ, Ankara) ist ein ehemaliger türkischer Boxer. Bereits im Alter von 17 Jahren gewann er 2004 bei den Olympischen Sommerspielen in Athen die Silbermedaille. Er wurde damit zugleich der bislang jüngste olympische Medaillengewinner der türkischen Sportgeschichte.

## Boxkarriere
Atagün Yalçınkaya wurde siebenfacher Türkischer Meister, gewann die Goldmedaille bei den Schüler-Europameisterschaften 2003 in Rom und ebenfalls die Goldmedaille bei den Kadetten-Europameisterschaften 2003 in Kaunas.
Bei den Europameisterschaften 2004 in Pula schied er noch in der Vorrunde gegen Pál Bedák aus und nahm am „Chowdhry-Cup“ in Baku, dem europäischen Olympia-Qualifikationsturnier teil und besiegte dort Kelvin de la Nieve, Heorhij Tschyhajew und Veaceslav Gojan, womit er sich für die Olympischen Spiele 2004 in Athen qualifizierte. Bei Olympia schlug er Jolly Katongole, Ceyhun Abiyev, Alfonso Pinto und den amtierenden Europa- und Weltmeister Sergei Kasakow, ehe er erst im Finale mit 16:21 gegen Yan Barthelemí unterlag und somit die Silbermedaille gewann. Für diesen Erfolg wurde er für 2004 bei den Milliyet Sports Awards zum Türkischen Sportler des Jahres gewählt.
2005 gewann er noch jeweils die Goldmedaille bei den Mittelmeerspielen in Almería und dem Ahmet Cömert Tournament in Istanbul durch einen Finalsieg gegen Samir Məmmədov. Bei den Weltmeisterschaften 2005 in Mianyang besiegte er Andrzej Rżany, schied aber im Achtelfinale gegen Georgi Balakschin aus.
Bei den Europameisterschaften 2006 in Plowdiw unterlag er in der Vorrunde gegen Stewart Langley.
Von März 2008 bis Dezember 2008 boxte er als Profi für die Arena Box-Promotion unter Ahmet Öner und gewann jeden seiner vier Kämpfe vorzeitig.

## Neben und nach dem Boxen
Yalçınkaya ist Absolvent der Gazi Üniversitesi in Ankara und arbeitete nach seiner Wettkampf-Karriere als Boxtrainer, unter anderem beim Sportclub Fenerbahçe SK.